# Queimada

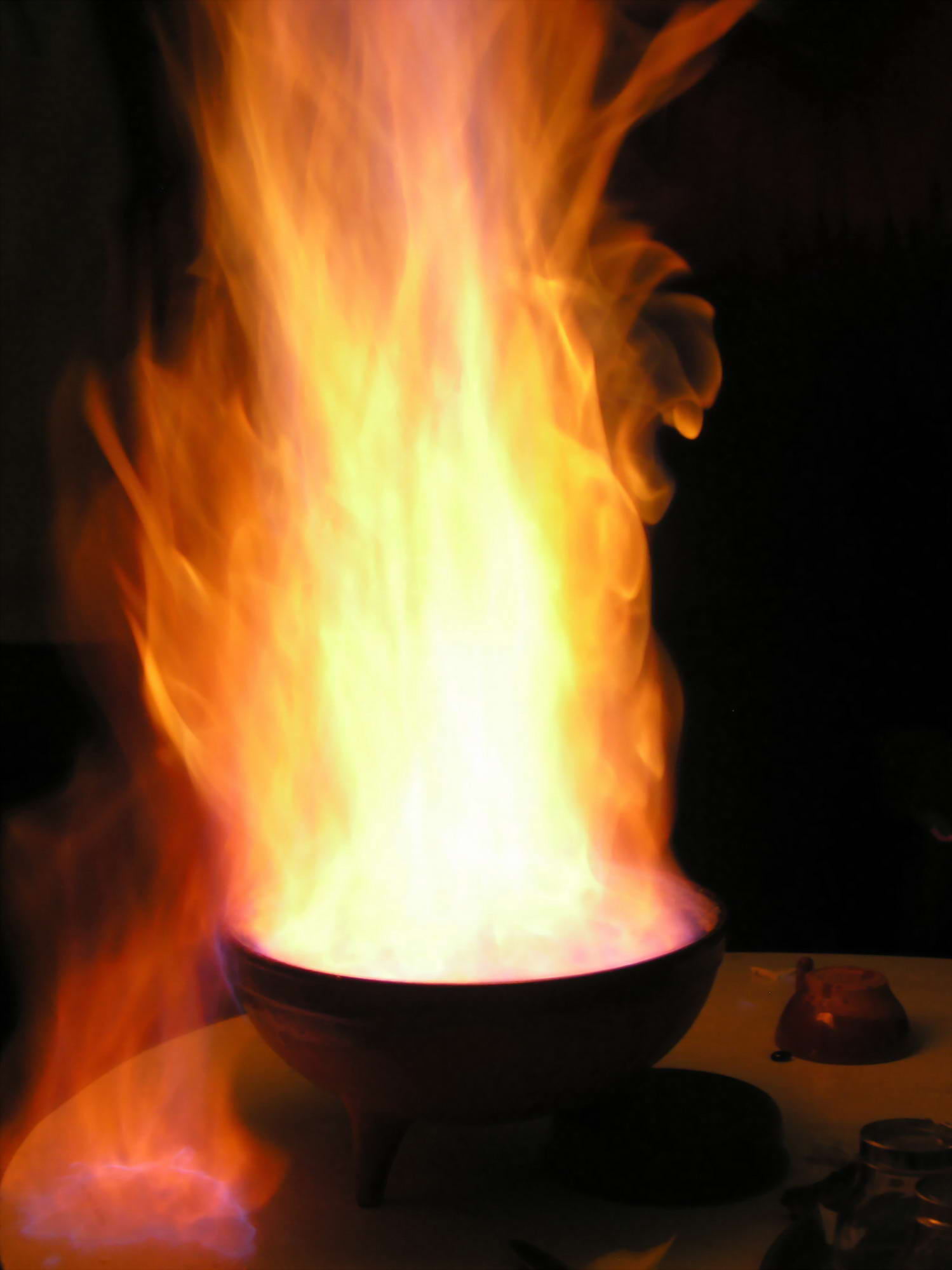
Queimada

Die Queimada ist ein Brauch um ein alkoholisches Heißgetränk der galicischen Küche und gehört der galicischen Folklore an. Dem Ende der 1950er Jahre entstandene Partyritual werden unter anderem keltische Wurzeln, heilende Kräfte und der Schutz vor bösen Geistern zugeschrieben.

## Einleitung

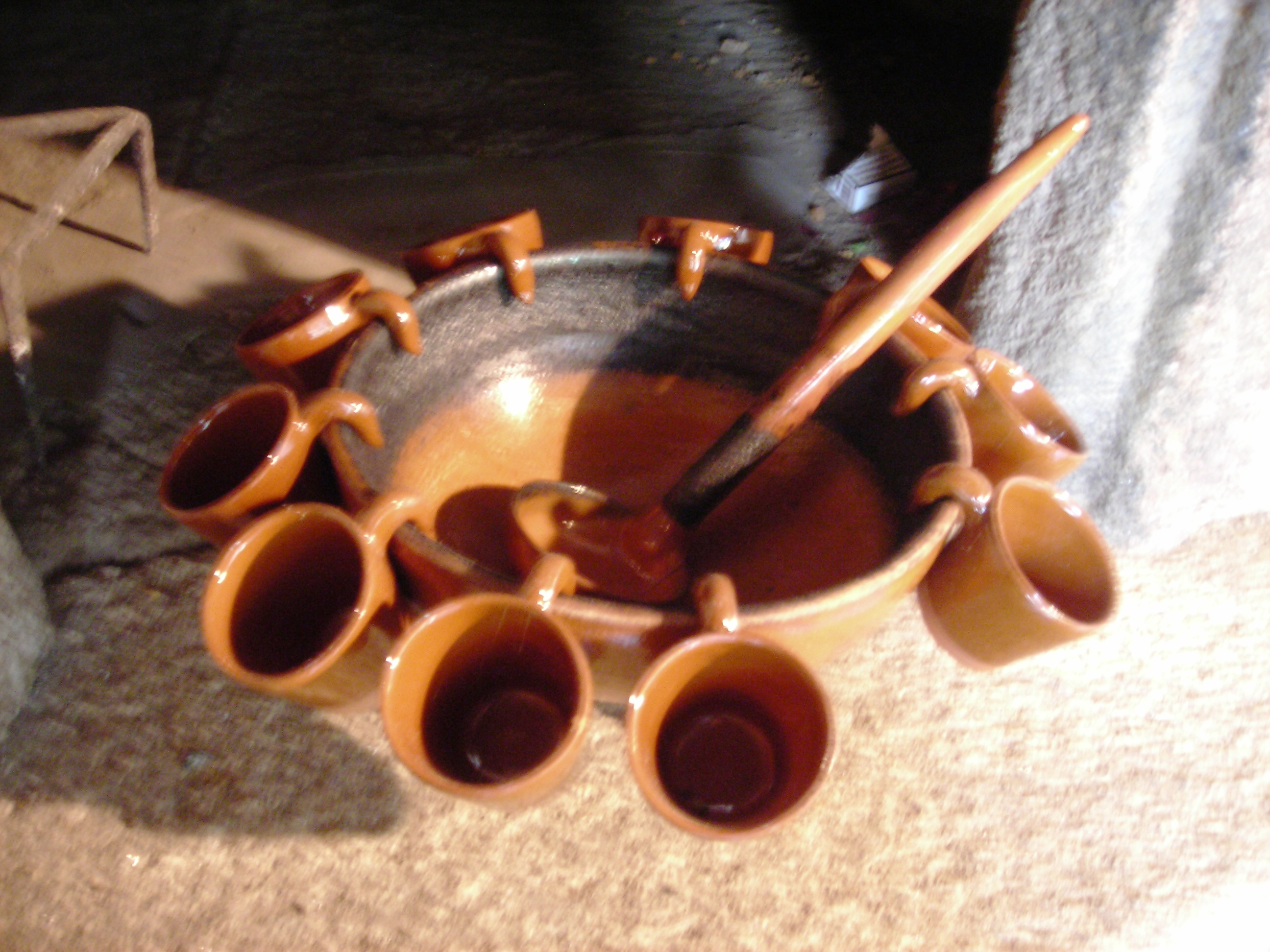
Brennschale mit Tassen

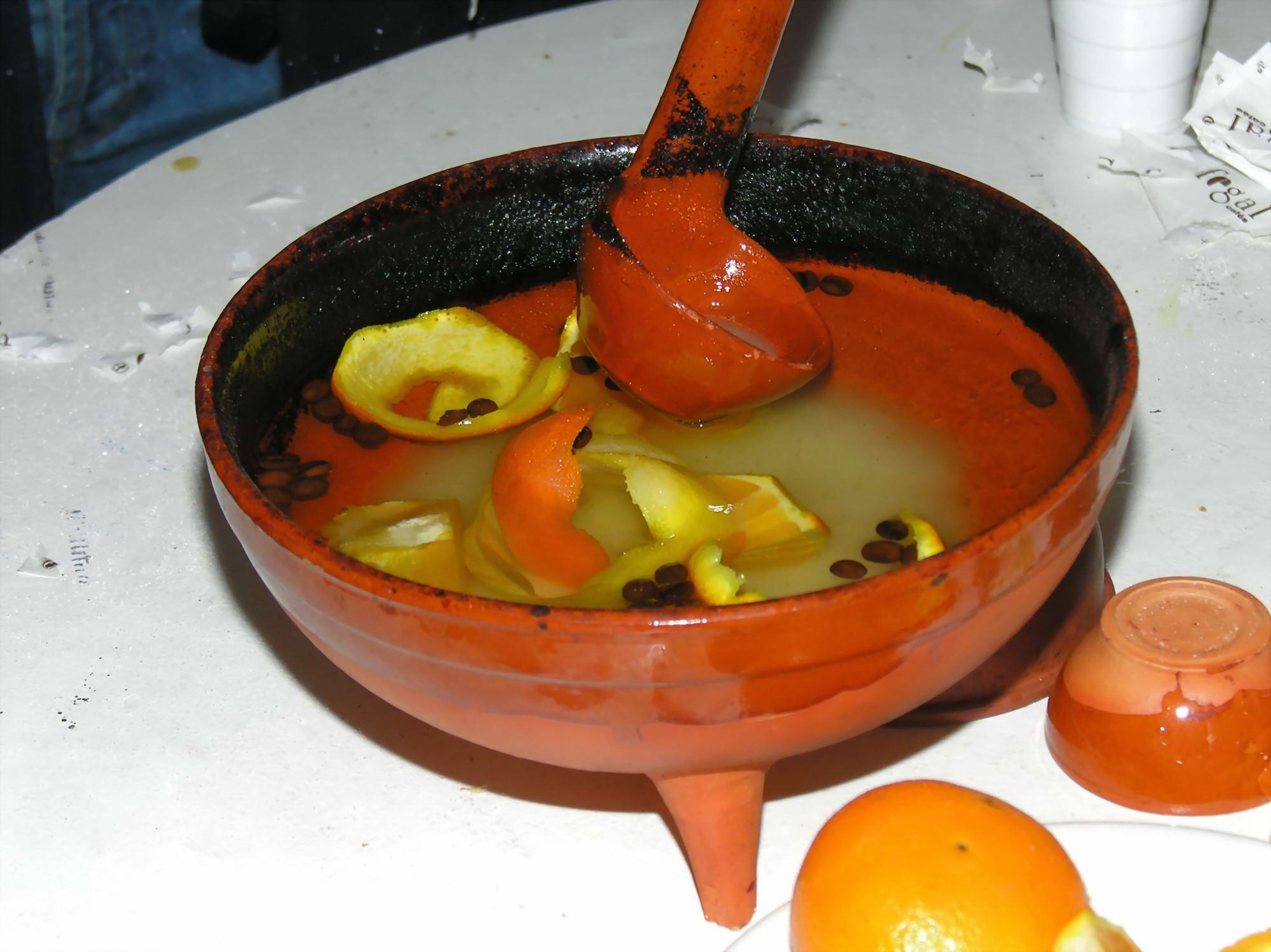
Vorbereitung der Queimada

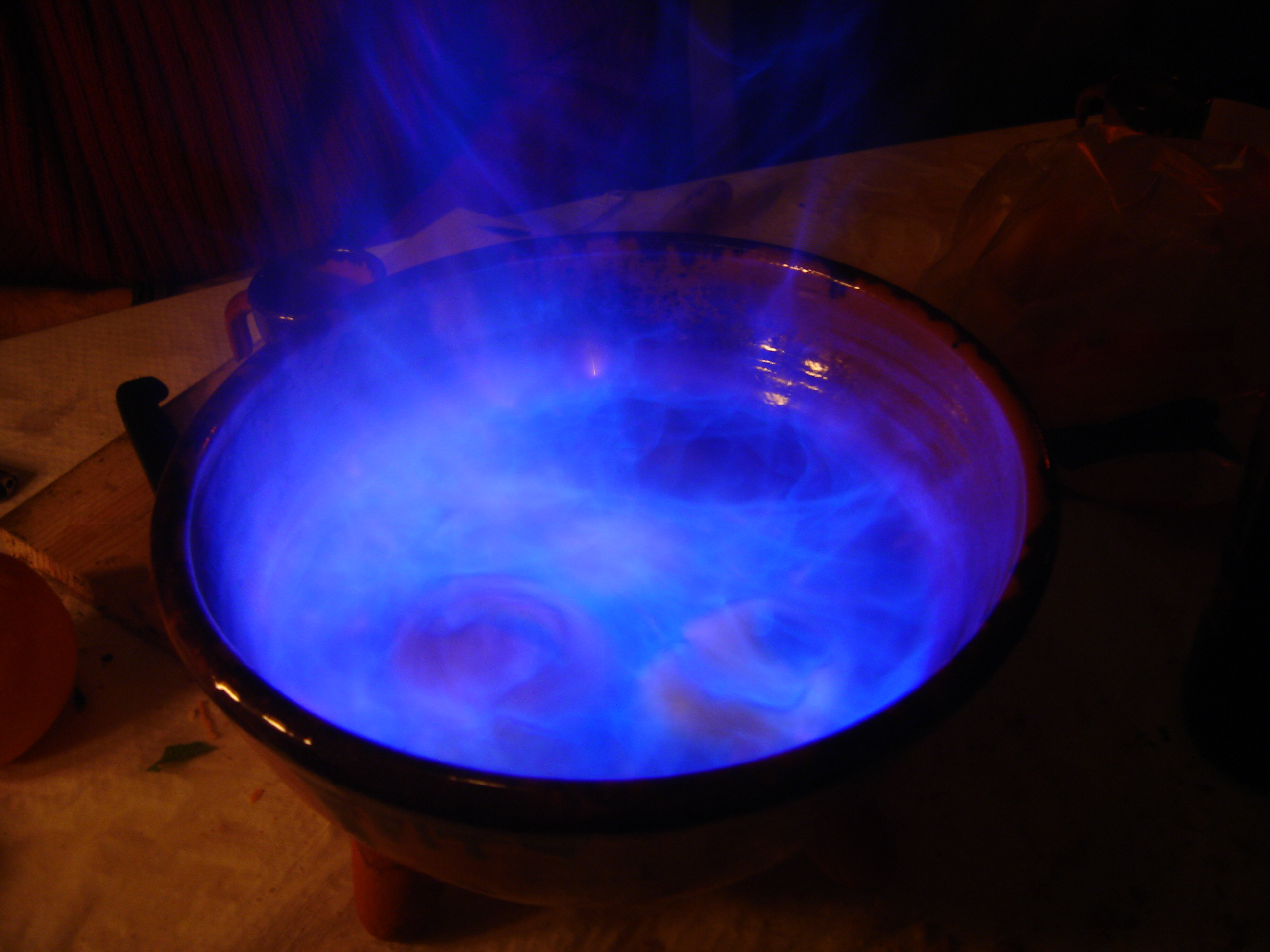
Mit charakteristischem blauen Feuer

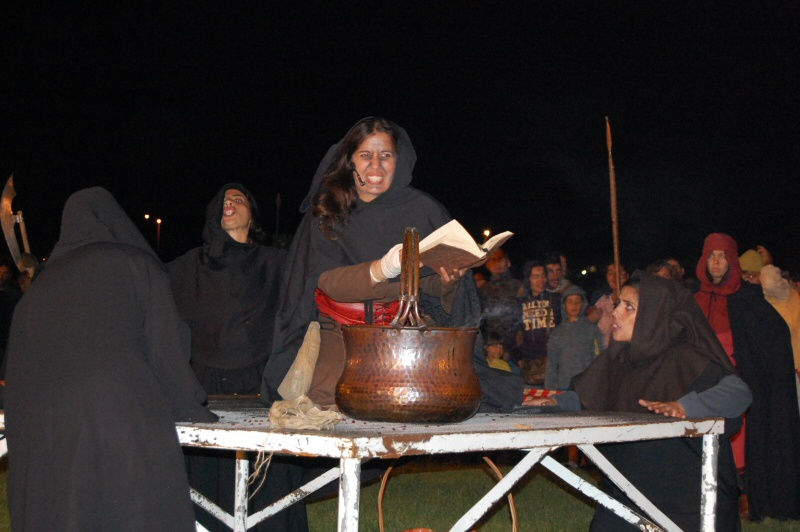
Beschwörung der Queimada auf einem Mittelalterfest

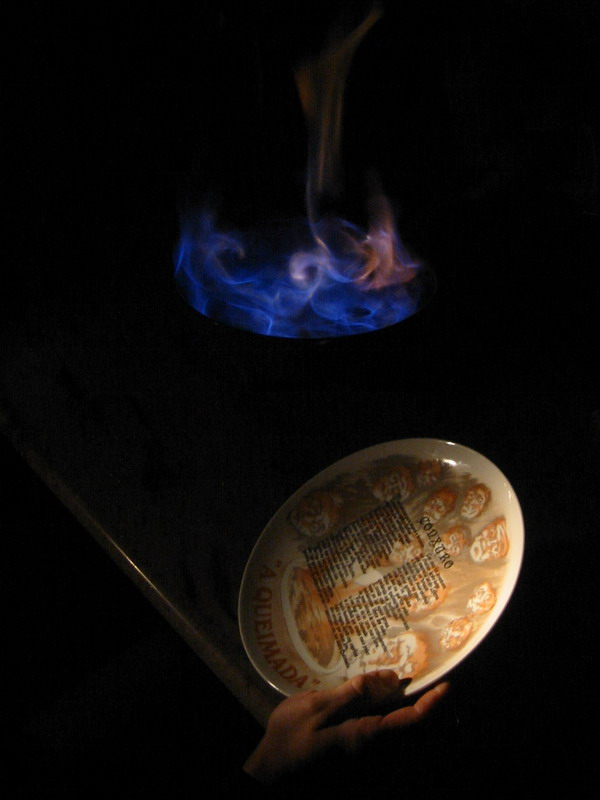
Der Conxuro als Dekoration

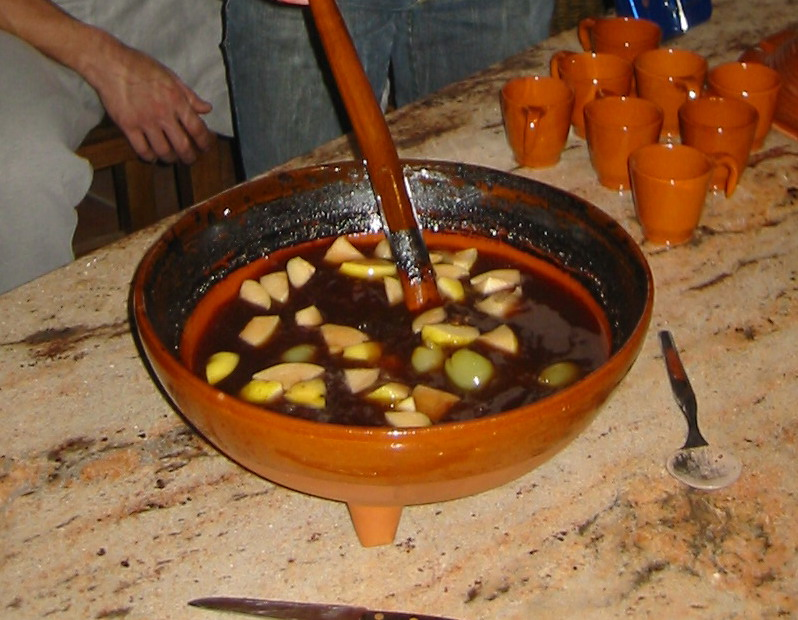
Die Queimada nach dem Abbrennen

Die Queimada ist ein Mischgetränk aus den Grundstoffen Tresterbrand und Zucker. Aufgrund des Flambierens sowie von Zubereitung und Genuss in einer Gruppe ist sie der Feuerzangenbowle vergleichbar. Ausgehend von einem Grundrezept werden lokale oder persönliche Varianten gemischt. Während der Zubereitung wird die Queimada mit einer Conxuro genannten Beschwörung besprochen, die gemeinsam mit dem Feuer das Getränk „reinigen“ und böse Geister abwehren soll. Der Rückgriff auf Momente des galicischen Volksglaubens bei der Beschwörung der Schutzkräfte sowie Zubereitung und gemeinsamer Genuss zur Stärkung der Freundschaft und der Verbundenheit mit Galicien weisen auf die Entstehung des Brauchs im Umkreis galicischer Auswanderer hin.

## Zutaten und Zubereitung
Neben den Hauptbestandteilen Zucker und Aguardiente de Orujo – der galicische Tresterbrand – gehören dünn gehobelte Zitronen- oder Orangenschale in die Queimada. Obwohl Puristen es als „Gift“ zurückweisen, werden oft einige Kaffeebohnen hinzugefügt oder je nach lokalem Gebrauch Apfelscheiben, Weinbeeren oder andere Zutaten.
In einigen Gegenden Galiciens wird die Queimada in einem Kürbis hergestellt. Dazu wird dessen Oberteil abgeschnitten und die losen Teile entfernt. Beim Kochen gibt der Kürbis Geschmack an die Queimada ab, so dass er gleichzeitig Gefäß und Zutat ist.
Überwiegend wird die Queimada jedoch in einer irdenen Brennschale zubereitet, deren Urform auf den Töpfer Tito Freire zurückgeht.
Auf einen Liter Schnaps gibt man 120 Gramm Zucker, abgeriebene Zitronenschale, Kaffeebohnen etc. werden nach Belieben zugefügt, anschließend wird die Mischung umgerührt.
Mit einem kleineren Gefäß, meist ist es der Rührlöffel, schöpft man eine gewisse Menge und vermeidet dabei andere Zutaten als Alkohol und gelösten Zucker. Man benetzt die Ränder und zündet die Lösung an. Schon brennend wird das Feuer in das große Gefäß eingebracht, bis die Flammen sich auf der gesamten Oberfläche ausgebreitet haben. Jetzt kann man die Flüssigkeit schöpfen und sie langsam brennend zurück fließen lassen, so dass sich Flammenkaskaden entwickeln.
Weiterhin füllt man den Rührlöffel mit Zucker und schmilzt ihn über den Flammen zu Karamell. Diesen lässt man in die Flammen rinnen und rührt anschließend um. Das Flammenschöpfen wiederholt man, bis der Alkohol fast verbrannt ist und nur noch die Ränder der Schale brennen.
Wenn die Flammen langsam zu verlöschen beginnen, wird die Queimada mit dem Conxuro beschworen.
Nach vollständigem Verlöschen der Flammen wird das Getränk inklusive aller Zutaten heiß serviert. Teilweise müssen noch einmal Flammen ausgeblasen werden, die sich beim Einschenken in die Tassen hinübergerettet haben mögen.

## Conxuro oder Esconxuro
Der Conxuro wird mit erhobener Stimme vorgetragen und soll böse Geister und Hexen vertreiben. Neben dem hier vorgestellten gibt es weitere Varianten.
| Galicisch Mouchos, coruxas, sapos e bruxas.Demos, trasgos e diaños, espritos das neboadas veigas. Corvos, píntigas e meigas, feitizos das manciñeiras. Podres cañotas furadas, fogar dos vermes e alimañas. Lume das Santas Compañas, mal de ollo, negros meigallos, cheiro dos mortos, tronos e raios. Oubeo do can, pregón da morte; fuciño do sátiro e pe do coello. Pecadora lingua da mala muller casada cun home vello. Averno de Satán e Belcebú, lume dos cadáveres ardentes, corpos mutilados dos indecentes, peidos dos infernais cus, muxido da mar embravescida. Barriga inútil da muller solteira, falar dos gatos que andan á xaneira, guedella porca da cabra mal parida. Con este fol levantarei as chamas deste lume que asemella ao do Inferno, e fuxirán as bruxas a cabalo das súas escobas, índose bañar na praia das areas gordas. ¡Oíde, oíde! os ruxidos que dan as que non poden deixar de queimarse no augardente quedando así purificadas. E cando este brebaxe baixe polas nosas gorxas, quedaremos libres dos males da nosa ialma e de todo embruxamento. Forzas do ar, terra, mar e lume, a vós fago esta chamada: si é verdade que tendes máis poder que a humana xente, eiquí e agora, facede cos espritos dos amigos que están fóra, participen con nós desta queimada. | Deutsch Eulen, Käuze, Kröten und Hexen. Dämonen, Kobolde und Teufel, Geister nebelvoller Auen. Krähen, Salamander, Magier. Der Heilerinnen Zauber. Faules, löcheriges Rohr, Heim von Gewürm und Raubgetier. Feuer heiliger Gefolgschaften, Böser Blick, schwarze Beschwörungen, Leichengeruch, Blitz und Donner. Hundsgeheul, Totenklage; Satyrgesicht und Hasenpfote. Sündige Zunge der bösen Frau getraut dem alten Manne. Hölle des Satans und Belzebubs, Feuer brennender Kadaver, gepeinigte Körper schamloser Sünder, Fürze infernalischer Ärsche, Gebrüll des aufgebrachten Meeres. Nutzloser Bauch des ledigen Weibes, Mauzen und Kreischen brünftiger Kater, schmutzige Mähne fehlgebor'ner Geiß. Mit dieser Kelle erhebe ich die Flammen dieses Feuers, das ähnlich dem der Hölle werde, die Hexen werden fliehen auf ihren Besen, sich zu baden am grobsandigen Strand. Hört, hört! das Gebrüll derer, die dem Feuerwasser nicht entkommen und gereinigt werden in den Flammen. Wenn dieser Trank geht durch unsere Kehlen, wird er uns befrei’n vom Bösen uns'rer Seele und aller Hexerei. Mächte der Luft, der Erde, des Meeres und des Feuers, Euch rufe ich an: Wenn Ihr wahrhaftig mehr Macht habt als menschliche Wesen, dann macht hier und jetzt, dass die Geister der Freunde, die ferne sind teilhaben mit uns an dieser Queimada. |

## Brauchtum
Das gesamte Ritual der Zubereitung ist darauf gerichtet, böse Geister und die Hexen des galicischen Volksglaubens, die Meigas, fernzuhalten. Die Meigas versuchen nach der Überlieferung, Frauen und Männer zu verfluchen. Sie tun dies aus Spaß, Rache, aufgrund einer vorangegangenen Tat oder aus nahezu jedem anderen Motiv. Deshalb ist auch jede Gelegenheit gut für eine Queimada: Feste, Familientreffen oder Zusammenkünfte mit Freunden. Der Brauch ist, dass sich die Anwesenden nach dem Essen, in der Dunkelheit der Nacht – ein günstiger Zeitpunkt und guter optischer Hintergrund – um die Brennschale versammeln, die Herzen zu erheben und die Bande der Freundschaft zu stärken. Einer hebt die brennende Flüssigkeit im Löffel und lässt sie flammend, Schluck für Schluck, in die Schale tropfen, während er den Conxuro spricht.
Die Dunkelheit, die Verbundenheit, die beschwörenden Worte und die sich bewegenden Flammen schaffen dabei eine besondere Atmosphäre.

## Geschichte
Die Ursprünge des Getränks sind unbekannt. Die populäre Datierung auf die keltische Zeit ist aber, wie Carlos Alonso del Real, Professor für Frühgeschichte an der Universität Santiago de Compostela nachgewiesen hat, nicht haltbar. Das ergibt sich aus dem Mangel an destilliertem Alkohol vor der Einführung der Alambic auf der Iberischen Halbinsel durch die Araber im 12. oder 13. Jahrhundert. Ebenso verneint er das Auftreten der Queimada vor Verbreitung des Rohrzuckers. Dieser zweite Hauptbestandteil kam ebenfalls mit den Mauren nach Spanien.
Der Anthropologe Xosé Manuel González Reboredo schreibt, dass der Genuss von destilliertem Alkohol im ländlichen Galicien üblich war, beispielsweise wurde er als Hausmittel gegen Erkältung eingenommen. Der Schnaps – aufgrund der landwirtschaftlichen Situation meist der Tresterbrand Orujo – wurde damals noch nicht angezündet und der Genuss hatte keinerlei symbolische Funktion. Auf die 1950er Jahre datiert González Reboredo den Moment, an dem im Ausland oder auch in Spanien außerhalb Galiciens lebende Galicier begannen, den Schnaps auf ihren gemeinsamen Festen oder nach gemeinschaftlichen Essen zu trinken. Er weist dabei auf begleitende Rezitationen – auch Stegreifrezitationen – oder theatralische Handlungen hin, die dem Stärken des Gemeinschaftsgefühl und der Verbundenheit mit der Heimat dienen sollten, und als Vorstufe des Conxuro betrachtet werden können. In diesem Zusammenhang muss das Anzünden des Schnapses entstanden sein. Der Brauch verbreitete sich derart schnell, dass der Töpfer Tito Freire aus Mondoñedo 1955 die Brennschale und kleine Henkeltassen entwarf, in der die Queimada auch heute noch zubereitet respektive genossen wird. Zum Verständnis muss einerseits der keltisch beeinflusste galicische Volksglaube berücksichtigt werden, mit seinem Kosmos mystischer Phänomene wie dem ruhelosen Geisterzug Santa Compaña oder den Meiga genannten Hexen. Die zweite Hauptrolle spielt die meist aus wirtschaftlichen Gründen erzwungene Auswanderung, die in mehreren Wellen nach Südamerika oder später auch nach Westeuropa führte. Die heimatverbundenen Galicier reagierten darauf mit großem Heimweh, Zusammenschluss in landsmannschaftlichen Vereinigungen vor Ort und intensiver Beziehungspflege zum Heimatland.

## Geschichte des Conxuro
Die oben zitierte und heute am weitesten verbreitete Version des Conxuro oder Esconxuro wurde 1967 durch Mariano Marcos Abalo in Vigo für eine Party erfunden, wie sie zu dieser Zeit häufig auf beschlagnahmten und im Hafen der Stadt vertäuten Schiffen stattfanden. 1974 fügte sein Schöpfer den Bezug auf Satan und Beelzebub ein und begann den Conxuro in der Diskothek Fausto in Vigo einzusetzen. Zugleich begann eine Vigueser Druckerei, den Conxuro zu drucken und zu verkaufen. Zunächst arbeitete man ohne Autorisierung, später zahlte man eine Pesete pro verkauftes Exemplar an der Urheber. Der Erfolg ließ andere Druckereien auf den Zug aufspringen, die den Conxuro ohne jegliche Absprache mit Marcos verkauften und nicht einmal seine Autorenschaft erwähnten. Dieser Umstand mag dazu beigetragen haben, dass ein allgemeiner Glaube an einen anonymen Autoren entstand. Erst 2001 entschied sich Mariano Marcos Abalo, den Conxuro als geistiges Eigentum eintragen zu lassen.